# Cicloalcà
Els cicloalcans, alcans cíclics o hidrocarburs cíclics són hidrocarburs saturats, l'esquelet dels quals està format únicament per àtoms de carboni units entre ells amb enllaços químics simples en forma d'anell. La seva fórmula genèrica és {\displaystyle {\ce {C_{n}H_{2n}}}}. Són isòmers dels alquens.
També existeixen compostos que contenen diversos anells, els compostos policíclics.

## Nomenclatura
S'anomenen de la mateixa manera que els hidrocarburs de cadena oberta del mateix nombre de carbonis però amb el prefix ciclo.

## Propietats físiques
Tenen característiques especials degut a la tensió de l'anell. Aquesta tensió és de dos tipus:
- Tensió d'anell de torsió o d'ensolapament.
- Tensió d'angle d'enllaç o angular.

L'angle dels orbitals sp3 es desvia uns 109º a angles inferiors.
És especialment inestable el ciclopropà de reactivitat similar a la dels alquens.

## Propietats químiques
La seva reactivitat (amb l'excepció dels anells molt petits: ciclopropà, ciclobutà i ciclopentà) és gairebé equivalent a la dels compostos de cadena oberta.

## Presència

La muscona es troba al mesc, una secreció del cérvol mesquer emprada en perfumeria.

Els cicloalcans apareixen de manera natural en diversos petrolis. Els terpens, als quals pertanyen moltes hormones com l'estrogen, el colesterol, la progesterona o la testosterona i altres com la càmfora, acostumen a presentar un esquelet policíclic. Els monocicles amb anells més grans (14 - 18 àtoms de carboni) es presenten en les segregacions de les glàndules del mesc, utilitzat a la perfumeria. En la indústria petroliera es fan servir per extreure hidrocarburs, el més usat és el ciclopentà.

## Aplicacions
Alguns cicloalcans com el ciclohexà formen part de la gasolina. A més s'usa com intermdi en la síntesi de la caprolactama i, per tant, en l'obtenció de les poliamides. El ciclohexà, la decalina (perhidronaftalina), el metilciclohexà i el ciclopentà també s'usen com dissolvents.

## Toxicologia
La toxicologia dels cicloalcans acostuma a ser semblant a la dels alcans corresponents. El ciclohexà és menys tòxic que l'hexà.